# Steganopsis
Steganopsis är ett släkte av tvåvingar. Steganopsis ingår i familjen lövflugor.

## Arter inomSteganopsis[1]
- Steganopsis annulipes
- Steganopsis aterrima
- Steganopsis bakeri
- Steganopsis buruensis
- Steganopsis ceres
- Steganopsis convergens
- Steganopsis curvinervis
- Steganopsis dichroa
- Steganopsis divergens
- Steganopsis fuscipennis
- Steganopsis japonica
- Steganopsis melanogaster
- Steganopsis minor
- Steganopsis multilineata
- Steganopsis nigropunctata
- Steganopsis pupicola
- Steganopsis pusilla
- Steganopsis tripunctata
- Steganopsis tripunctifacies
- Steganopsis vittipleura